# Harmonies poétiques et religieuses (Liszt)
Pour les articles homonymes, voir Harmonies poétiques et religieuses (Lamartine).
 (avril 2015).
Si vous disposez d'ouvrages ou d'articles de référence ou si vous connaissez des sites web de qualité traitant du thème abordé ici, merci de compléter l'article en donnant les références utiles à sa vérifiabilité et en les liant à la section « Notes et références ».
Les Harmonies poétiques et religieuses, S. 173, sont un cycle de pièces pour piano du compositeur Franz Liszt composée entre 1848 et 1853.
Ce cycle regroupe des pièces composées à Woronińce (Podolie, Ukraine), alors qu'il fréquentait la princesse Carolyne de Sayn-Wittgenstein. Il comprend dix pièces dont les titres sont empruntés à des poèmes de Lamartine dont le cycle est également intitulé Harmonies poétiques et religieuses : 
1. Invocation ;
2. Ave Maria (transcription d'un choral écrit en 1846) ;
3. Bénédiction de Dieu dans la solitude ;
4. Pensée des morts (qui comporte une évocation du premier mouvement de la Sonate au Clair de Lune de Beethoven[2]) ;
5. Pater Noster (transcription d'une pièce chorale de 1846) ;
6. Hymne de l’enfant à son réveil (idem) ;
7. Funérailles (1849) ;
8. Miserere (d’après Palestrina) ;
9. Andante lagrimoso ;
10. Cantique d’amour.

## Discographie
Parmi les interprètes notables, on peut citer Aldo Ciccolini, Pascal Amoyel, Roger Muraro, Brigitte Engerer et François-Frédéric Guy.